# 安德雷·利马
安德雷·路易斯·巴雷托·席尔瓦·利马（André Luiz Barreto Silva Lima，1985年5月3日—），简称安德雷·利马（André Lima），是巴西职业足球运动员，司职前锋。

## 俱乐部生涯
2007年8月，安德雷·利马以350万欧元的身价转会加盟德国足球甲级联赛球队柏林赫塔。但他并没有适应在德国的生活，2008年以80万欧元租借回到巴西圣保罗。
2013年2月，安德雷·利马加盟中国足球超级联赛球队北京国安。但在赛季中段就由于表现不佳被出租至巴西维多利亚体育俱乐部。